# Muzejní oáza
Muzejní oáza je neoficiální, projektantský a propagační název dolního úseku Vinohradské ulice, resp. prostranství na pomezí Nového Města a Vinohrad v městské části Praha 1, mezi novoměstskou historickou budovou muzea a vinohradskou budovou bývalého Federálního shromáždění, které jsou součástí Národního muzea v Praze. Bylo upraveno v rámci rekonstrukce historické budovy muzea v roce 2018. Prostor byl zpřístupněn a zlidštěn pro chodce a cyklisty, zároveň byl zjednosměrněn automobilový provoz. Bylo sem umístěno také 80 m tramvajových kolejí jako příprava pro budoucí kolejové napojení Vinohradské ulice a Václavského náměstí. Ředitel IPR Praha Ondřej Boháč ji v říjnu 2018 označil za jeden z nejkrásnějších a nejvýznamnějších projektů, které měl IPR za 5 let existence možnost realizovat.
Pojmenování Muzejní oáza je neoficiální, v médiích se objevovalo též například ve variantě Oáza u Národního muzea. Název Muzejní oáza (Museum Oasis) se objevil například v názvu diplomové práce Hany Pleskačové z FA ČVUT z roku 2013/2014, později jej používal například Institut plánování a rozvoje hl. m. Prahy.

## Historie
V 70. letech 20. století byla kolem historické budovy Národního muzea postavena Severojižní magistrála. Ta přispěla k dominanci automobilové dopravy, zvýšila hlukovou i emisní zátěž celé oblasti. Zároveň zhoršila pěší propojení Vinohrad a Nového Města.
Na podzim 2017 vznikla dohoda mezi městem Prahou a Národním muzeem ohledně úprav okolí historické budovy. Institut plánování a rozvoje hl. m. Prahy byl pověřen vypracováním studie celého prostoru kolem muzea včetně Čelakovských sadů. S realizací se začalo v květnu 2018, byla dokončena v říjnu téhož roku. Úpravy kolem Národního muzea stály město celkem 140 milionů korun.
Hned po prvních dnech provozu si řidiči aut udělali z prostranství nelegální parkoviště. Policie zde musí řešit přestupky každý den.

## Popis

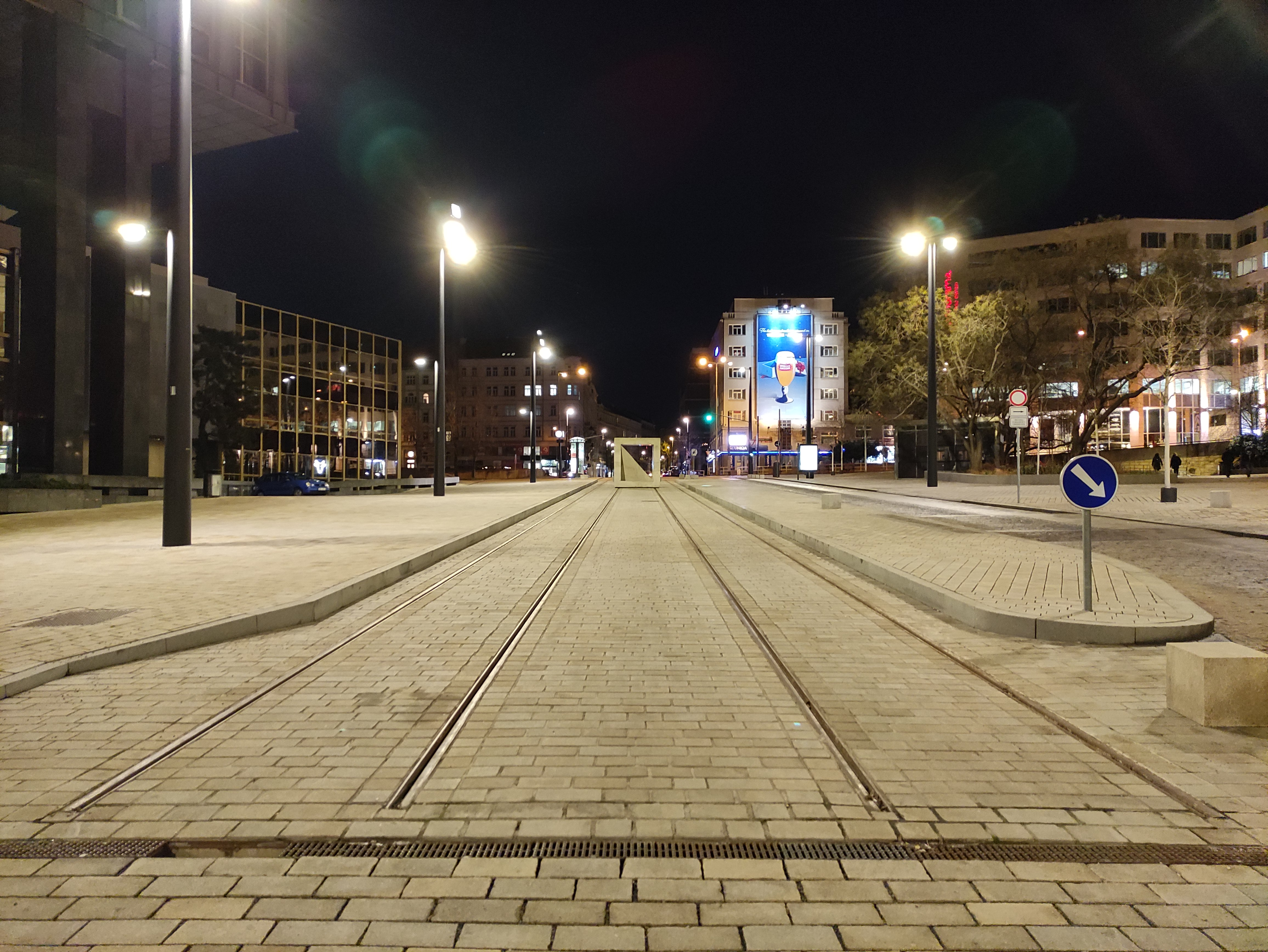
Kusá kolej s uměleckým dílem Tvárnice.

Úkolem nových prostorů bylo především sjednotit celý prostor, více ho zpřístupnit pro chodce i vyřešit situaci založenou na vztahu dvou dominantních budov (neoklacisistní historická budova a brutalistické Federální shromáždění). Pro prostor je charakteristická žulová dlažba v pražském formátu velké kostky o rozměrech 15 x 15–30 cm, mezi nimi je spára 1 cm, která je větší např. kolem stromů.
Součástí území je také kusá tramvajová kolej se stavební přípravou pro realizaci zastávky. Ta se má stát základem obnovené tramvajové trati přes Václavské náměstí a také nové trati přes Vrchlického sady.[zdroj?]
V prosinci 2020 bylo do prostoru kolejí zatím nevyužívané tramvajové zastávky umístěno umělecké dílo Tvárnice od Martina Zet.